# Mutxamel
Mutxamel és una vila i municipi del País Valencià situat a la comarca de l'Alacantí.
El municipi de Mutxamel se situa en l’anomenada plana valenciana del sud. La part interior del terme és més elevada i s'hi troba sobre terrenys cretàcics (el Savinar, amb 470 metres; el Bec de l’Àguila, amb 478 metres), mentre que la part costanera s'hi troba en terrenys plistocènics de glacis i al·luvionaments del riu Sec, també anomenat riu Montnegre o Verd; este riu té un caràcter típicament mediterrani, amb un cabal de 0,354 m3 per segon; llargues sequeres causades no sols pel règim estival, sinó també per l'embassament de Tibi usat pel reg, justifica el canvi de nom pel de riu Sec.
| Sant Vicent del Raspeig | Alacant                     | El Campello                     |
| Sant Vicent del Raspeig |                             | El Campello Sant Joan d'Alacant |
| Sant Vicent del Raspeig | Alacant Sant Joan d'Alacant | Sant Joan d'Alacant             |

## Història
L’origen de la població és incerta, però el fet que séquia Major apareix en alguns documents com a séquia del Cònsol possibilita la idea de que els romans estigueren a Mutxamel. Dels primers nuclis de població de Mutxamel podem citar el Ravalet, barri ubicat al nord del nucli urbà; amb un traçat dels carrerons, que desemboquen en la plaça central, manifesta l’estada dels àrabs en este lloc.
Durant la colonització cristiana va pertànyer a Alacant. Romangué inclosa en la Corona de Castella fins al 1296, en què va passar a formar part del Regne de València.
A finals del segle xv, el rei Ferran el Catòlic va atorgar a Alacant el títol de Ciutat, que incloïa els llocs de Mutxamel i el Ravalet com a part del seu terme. El segle xvi va ser una centúria important per al desenvolupament de la localitat. L’any 1511 van començar les obres per a la construcció de l'església parroquial del Salvador, amb una magnífica torre de defensa, hui en dia campanar, utilitzada pels veïns com a refugi durant les incursions que els pirates barbarescos solien fer per l’horta alacantina. En ésta època es va adquirir la imatge de la patrona de Mutxamel, la Mare de Déu de LOreto. L’origen de les festes locals són els «miracles» ocorreguts l’1 de març de 1545 i el 9 de setembre de 1597, atribuïts a la intercessió de la Mare de Déu.
L’any 1580, el rei Felip II va atorgar a Mutxamel el rang d’universitat. És la primera vegada que el poble adquirix una certa independència administrativa d’Alacant. La construcció de l'embassament de Tibi, obra pionera a Europa, feu que la vila coneguera uns temps d'auge, amb la creació d'una extensa xarxa d'assuts i séquies per al regadiu de l’horta. De la mateixa època són els molins
fariners, repartits entre el llit del riu i la séquia Major.
La universitat de Mutxamel va obtindre el rang de vila reial per reial privilegi expedit el 26 d’octubre de 1628 del rei Felip II d'Aragó amb això va adquirir el dret a vot en les Corts i la independència administrativa d’Alacant i aconseguí ser elevada a vila amb vot en Corts. Però els anys següents no van ser favorables per a l’horta alacantina. Plagues de llagosta, pesta negra i males collites van fer que el
municipi no poguera pagar els deutes i que l’any 1653 haguera de sol·licitar concòrdia d’agregació, voluntàriament, a la ciutat d’Alacant, de la qual no es va independitzar fins l’any 1743.
En esta època Mutxamel tenia uns dos mil habitants. Les terres de regadiu augmentaren i el nucli urbà, que seguia sovint el recorregut de la séquia Major, es va consolidar el nucli urbà. D’esta via principal ixen carrerons transversals, normalment xicotets, com el carrer de la Mar, del Carme, de la Carnisseria, del Sol, de Sant Pasqual, etc., que comuniquen el nucli urbà amb el camp.
Durant la guerra de Successió fou saquejada per tropes austriacistes.
Al seu terme el 1812 foren derrotades les tropes franceses de Louis Gabriel Suchet per les del general Philip Keating Roche, governador d'Alacant. La seua proximitat a la capital ha resultat definitiva tant per a la seua economia com per a la seua demografia. De fet, fins fa poc estava unida per un tramvia i ja des del segle xviii famílies acomodades d'Alacant hi tenien la seua segona residència.
A mitjan centúria del segle xx, nobles i burgesos francesos, italians i algun anglés juntament amb els comerciants enriquits de la ciutat d’Alacant, atrets pel clima i per les possibilitats que oferien les terres de cultiu, van comprar les millors zones cultivables de l’horta i edificaren cases palau que encara hui conserven el nom dels seus constructors: Marbeuf, Subiela, Peregrí, Belon, Moxica, Doménech, Colomina.
La seua proximitat a la capital ha resultat definitiva tant per a la seua economia com per a la seua demografia.

## Topònim
Contràriament amb el que es creia recentment, el seu nom no té res a veure amb la mel que produïen els cristians a l'edat mitjana, sinó que s'ha explicat que podria derivar de la composició del vocable àrab mujmâ (mercat) i del romànic el (lloc de reunió), donant a mujmâ-el o mujtamiâ-el, un topònim equivalent a "lloc d'aplec per al mercat". Però segurament era un nom anterior desconegut i desfigurat per la fonètica àrab. Està documentat al segle xvi com Muchamel, posteriorment adaptat a les Normes ortogràfiques de Castelló. La forma castellana Muchamiel és una traducció literal forçada sense relació etimològica i no arrelada a la població.

## Orografia[1]
| - Cova de la Marseta - Cova de Pambuena - Cotoveta - El Bec de l’Àguila | - El Calvari - El Collado - El Savinar - Llometa de Benetia | - Llometa de Sant Peret - Penyeta de Santa Bàrbera - Pla del Rocar - Serra de Bonalba | - Serra del Boter - Serra Pelada - Serreta Borratxina - Serreta de Ferrandis |

## Hidrografia natural[1]
| - Barranc d’Aigua Amarga - Barranc de Cabrafic - Barranc de Vallebrera - Barranc del Juncaret | - Barranc del Vergeret - Barranc dels Cocons - Riu Montnegre (o Riu Verd) |

## Hidrografia artificial[1]
| - Assut de Mutxamel (o Vell) - Assut de Sant Joan (o Nou) - Assut del Campello - Bassa de Fuentes - Bassa de los Pedros - Bassa de Villena | - Bassa del Boter - Bassa del Collado - Bassa del de Belon - Bassa del de Canonge - Bassa del del Mut - Bassa del Molí Foc | - Bassa del Molí Nou - Bassa del Portell - El Gualeró - El Pantanet - Pantà de Bonny |

## Partides i paratges[1]
| - Benaüt - Benessiu - Borratxina - Cotoveta - El Boter - El Cantalar - El Fondó - El Garrofer de la Por - El Molí d’Enmig - El Molí Nou - El Pla de Maneta - El Portell de la Mola - El Siscar - El Tossal Redó - El Volador - Els Capellanets - Els Plans | - L'Albereda - L'Almaina - L'Horta - La Baiona Alta - La Baiona Baixa - La Foia de Poveda - La Glòria - La Marseta - La Palmera - La Sabateta de la Mare de Déu (o els Pinets) - La Venteta - La Vibra - La Volteta Ganga - Penya-serrada - Pomares - Racó del Cura - Sant Peret |

## Altres llocs d’interés[1]
| - Ermita de Montserrat - Ermita de Sant Antoni - Ermita de Sant Peret - Ermita de Santa Teresa | - Ermita del Calvari - Fàbrica de Saura - Palau de Penya-serrada |

## Antics nuclis poblacionals[1]
| - Mutxamel - Casa de Barrella - Casa de l’Horteta - Casa de la Baiona - Casa de la Blanca - Casa de la Negreta - Casa de la Torre - Casa de Montserrat - Casa del de Castillo - Casa del Forner - Casa del Manco Ripoll - Casa del Rei - Casa del Senyal | - Casa Vella - El Conxell - El d’Hoyos - El de Belon - El de Blanco - El de Caballo - El de Canonge - El de Caro - El de Casaus - El de Colomina - El de Doménech - El de Faustí - El de Flora | - El de Gamborino - El de Giner - El de l’Alger - El de Marbeuf - El de Moxica - El de Peregrí - El de Quessà - El de Riera - El de Riso - El de Romano - El de Sereix - El de Soqui - El de Subiela | - El del Mut - El Ravalet - Finca de Don Salvador - Finca de Don Tomàs - Finca de Fuentes - Finca de l’Hort - Finca de Santa Anna - Finca del Plantio - Finca dels Pedros - Finca Sant Pere - Hort de Ferràs - L'Aljusser - L'Estacada | - L'Eucaliptus - L'Obrera - La Costera - La Fàbrica - La Torreta - La Venteta - les Paulines - Molí de Montserrat - Molí Foc - Molí Nou - Molinet de Vent - Sant Martí - Serveres |

## Festes
El calendari fester de Mutxamel és el següent:
- 5 de gener: Cavalcada dels Reis d'Orient
- 17 de gener: Festivitat de Sant Antoni del Porquet
- 1-8 març: Commemoració del miracle de la llàgrima
- 1r dissabte de maig: Festa de la Vera Creu (Creus de Maig)
- 6 d'agost: Festa del Salvador
- 6-13 setembre: Festes de Moros i Cristians

De totes, les més importants i assenyalades són les Festes de Moros i Cristians en honor de la Mare de Déu de Loreto, patrona de la vila. Els orígens d'estes festes es perden en la història i han evolucionat al llarg del temps. Tal com es coneixen ara daten de finals del segle xix. Actualment, la festa està molt viva i es calcula que hi participen activament al voltant de 5000 festers repartits en 9 comparses (quatre cristianes i cinc mores).

## Política i govern

### Composició de la Corporació Municipal
El Ple de l'Ajuntament està format per 21 regidors. En les eleccions municipals de 26 de maig de 2019 foren elegits 7 regidors del Partit Popular (PP), 7 del Partit Socialista del País Valencià (PSPV-PSOE), 3 de Ciutadans - Partit de la Ciutadania (Cs), 2 de Compromís per Mutxamel (Compromís), 1 de Podem i 1 de Vox.
| Eleccions municipals de 26 de maig de 2019 - Mutxamel |                                          |                                     |                                     |         |          |          |
| Candidatura | Candidatura                              | Candidatura                         | Cap de llista                       | Vots    | Vots     | Regidors |
| | Partit Popular                           |                                     | Sebastián Cañadas Gallardo          | 3.124   | 28,99%   | 7 (-1)   |
| | Partit Socialista del País Valencià-PSOE |                                     | Loreto Martínez Ramos               | 2.993   | 27,77%   | 7 (+3)   |
| | Ciutadans - Partit de la Ciutadania      |                                     | Antonio Sola Suárez                 | 1.492   | 13,85%   | 3 ()     |
| | Compromís per Mutxamel                   |                                     | Lluís Miquel Pastor Gosálbez        | 940     | 8,72%    | 2 ()     |
| | Podem                                    |                                     | Borja Iborra Navarro                | 847     | 7,86%    | 1 (-1)   |
| | Vox                                      |                                     | Miguel da Silva Ortega              | 800     | 7,42%    | 1 (+1)   |
| | Altres candidatures                      |                                     |                                     | 499     | 4,63%    | 0 ( -2)  |
| | Vots en blanc                            |                                     |                                     | 81      | 0,75%    |          |
| Total vots vàlids i regidors | Total vots vàlids i regidors             | Total vots vàlids i regidors        | Total vots vàlids i regidors        | 10.776  | 100 %    | 21       |
| | Vots nuls                                | Vots nuls                           | Vots nuls                           | 72      | 0,66     |          |
| Participació (vots vàlids més nuls) | Participació (vots vàlids més nuls)      | Participació (vots vàlids més nuls) | Participació (vots vàlids més nuls) | 10.848  | 59,36%** |          |
| Abstenció | Abstenció                                | Abstenció                           | Abstenció                           | 7.426*  | 40,64%** |          |
| Total cens electoral | Total cens electoral                     | Total cens electoral                | Total cens electoral                | 18.274* | 100 %**  |          |
| Alcalde: Sebastián Cañadas Gallardo (PP) (15/06/2019) Per majoria absoluta dels vots dels regidors (11 vots: 7 de PP, 3 de Cs i 1 de Vox)                  |                                          |                                     |                                     |         |          |          |
| Fonts: Ministeri de l'Interior. Junta Electoral de Zona d'Alacant Periòdic Ara. (* No són vots sinó electors. ** Percentatge respecte del cens electoral.) |                                          |                                     |                                     |         |          |          |

### Alcaldes
Des de 2011 l'alcalde de Mutxamel és Sebastián Cañadas Gallardo de PP.
| Període                       | Alcalde o alcaldessa        | Partit polític | Data de possessió | Observacions |
| ----------------------------- | --------------------------- | -------------- | ----------------- | ------------ |
| 1979–1983                     | José Verdú Forner           | UCD            | 19/04/1979        | --           |
| 1983–1987                     | Fernando Ripoll Aracil      | PSPV-PSOE      | 28/05/1983        | --           |
| 1987–1991                     | Fernando Ripoll Aracil      | PSPV-PSOE      | 30/06/1987        | --           |
| 1991–1995                     | Fernando Ripoll Aracil      | PSPV-PSOE      | 15/06/1991        | --           |
| 1995–1999                     | Francisco Bernabeu Alberola | PP             | 17/06/1995        | --           |
| 1999–2003                     | Asunción Llorens Ayela      | PSPV-PSOE      | 03/07/1999        | --           |
| 2003–2007                     | Asunción Llorens Ayela      | PSPV-PSOE      | 14/06/2003        | --           |
| 2007–2011                     | Asunción Llorens Ayela      | PSPV-PSOE      | 16/06/2007        | --           |
| 2011–2015                     | Sebastián Cañadas Gallardo  | PP             | 11/06/2011        | --           |
| 2015–2019                     | Sebastián Cañadas Gallardo  | PP             | 13/06/2015        | --           |
| 2019-2023                     | Sebastián Cañadas Gallardo  | PP             | 15/06/2019        | --           |
| Des de 2023                   | n/d                         | n/d            | 17/06/2023        | --           |
| Fonts: Generalitat Valenciana |                             |                |                   |              |

## Demografia
Encara que la base de la seua economia és fonamentalment l'agricultura, la proximitat a la capital ha fet que la seua població augmente considerablement al llarg del segle xx i, de manera especial, entre 1960 i 1994, dates en les que passà de tenir 4.010 a 11.329 habitants i 22.000 en l'actualitat, amb el desenvolupament d'urbanitzacions al seu terme municipal i l'actual ampliació del nucli urbà.
A data de 2022, Mutxamel tenia 26.192 habitants (INE).
| any  | habitants |
| ---- | --------- |
| 1842 | 3.654     |
| 1860 | 3.514     |
| 1877 | 3.052     |
| 1897 | 3.490     |
| 1900 | 3.644     |
| 1910 | 3.848     |
| 1920 | 3.319     |
| 1930 | 3.317     |
| 1940 | 3.320     |
| 1950 | 3.459     |
| 1960 | 4.031     |
| 1970 | 5.373     |
| 1981 | 8.058     |
| 1991 | 10.281    |
| 2000 | 14.693    |
| 2010 | 23.066    |
| 2020 | 25.645    |

## Gastronomia
La Gastronomia típica del municipi de Mutxamel és un fidel reflex de l'aprofitament dels ingredients de l'horta d'Alacant, com ara les faves (un dels ingredient principal de l'arròs amb faves i bacallà) i la famosa tomaca de Mutxamel. Altres plats típics de la gastronomia mutxamelera són la "Pericana", el "Pa oli boix" i diferents tipus de coques típiques per esmorzars.